# Клей, Отис
Отис Ли Клей (англ. Otis Lee Clay); 11 февраля 1942, Уаксхо, Миссисипи, США — 8 января 2016, Чикаго, Иллинойс, США — американский блюзовый вокалист и автор песен. Номинант премии Грэмми в номинации «Лучшее исполнение традиционного ритм-энд-блюза» (2008). Лауреат Blues Music Awards в номинациях «Альбом соул-блюза» (2016), «Исполнитель соул-блюза» (2016); номинант Blues Music Awards в номинациях «Альбом соул-блюза» (2006, 2014, 2015), «Исполнитель соул-блюза» (1996, 2002, 2012, 2014, 2015). Член Зала славы блюза (2013).

## Биография
Отис Ли Клей родился в 1942 году в Миссисипи в музыкальной семье. Он начал петь с четырёхлетнего возраста ещё в церкви Ваксхо в составе семейной группы Christian Travelers, затем семья переехала в Кларксдейл, а в 1953 году в Манси (Индиана).  В Манси он стал петь в местной госпел-группе Morning Glories, а затем в Voices of Hope, но вернулся в Миссисипи, где выступал в составе группы DZ Jackson Chorus в церкви своего деда, а в 1957 году перебрался в Чикаго. До 1962 года выступал в составе различных госпел-групп: Golden Jubilaires, The Famous Blue Jay Singers, The Holy Wonders, The Pilgrim Harmonizers , а в 1962 году попытался начать сольную карьеру, записав в студии Columbia Records ритм-энд-блюз. Но запись не была выпущена и Клей стал петь в составе группы The Gospel Songbirds, с которой записался в 1964 году в Нэшвилле.  
В 1965 году Клей подписал контракт с One-derful! Records в Чикаго. Он записал и выпустил несколько соул-песен с оттенком госпел-музыки, и в 1966 году записал свой первый хит «I’m Satisfied», покоривший Billboard Hot 100. В следующем году певец вновь выпустил хит «That’s How It Is (When You’re In Love)», который добрался до 34 места US R&B, и тоже попал в Billboard Hot 100. Последующие два синглы 1967 и 1968 годов также отметились в хит-парадах, и ещё один сингл 1968 года стал вершиной в творчестве певца, добравшись до 97 места в Billboard Hot 100. Следующие два сингла не получили успеха, и в 1971 году Отис Клей с Atlantic Records, которая к тому времени перекупила контракт, перебрался на Hi Records. Там он выпустил одну из своих самых успешных песен «Trying To Live My Life Without You» (102 место в Billboard Hot 100) и записал свой одноимённый дебютный альбом. Кавер на эту песню в 1981 году записал Боб Сигер 
Затем певец регулярно записывался и гастролировал как в США, так и в Европе, а в Японии он записал в 1985 году концертный альбом. Он много участвовал в записях с другими музыкантами, такими как Рой Бьюкенен, Мэджик Слим, Эдди Клируотер, Дон Ковай, Тайрон Дэвис, Джонни Роулз и Кларенс Фонтейн .
В 1996 году он впервые номинировался на Blues Music Awards, в 2008 году номинировался на Грэмми. В 2013 году был введён в Зал славы блюза. Альбом 2014 года Soul Brothers, записанный совместно с Джонни Роулзом, стал лауреатом Blues Blast Award в  номинации «Альбом года»; также он был признан альбомом года по версии журнала Living Blues, был номинирован на Blues Music Awards и на шестой позиции вошёл в состав 20 лучших альбомов года, отобранных критиками журнала DownBeat. 
Свой последний альбом, записанный совместно с Билли Прайсом, певец выпустил в 2015 году и этот альбом в 2016 году был признан лучшим альбомом соул-блюза Blues Music Awards, а сам Отис Клей лучшим исполнителем соул-блюза. Эти события произошли уже после смерти певца от инфаркта, последовавшей 8 января 2016 года в Чикаго. Отис Клей был похоронен на Oak Woods Cemetery.
«Клей зарекомендовал себя как типичный исполнитель жанра, который стал известен как „глубокий соул“. В своем искреннем, укорененном в госпел стиле и в тёплом, воодушевляющем подходе Клея, его светская музыка часто была не так уж далека от религиозных песен, которые он продолжал петь в церквях и на госпел-концертах» .
Про словам Билли Прайса: «Отис был последним знаменосцем глубокой южной соул-музыки, музыки с явным влиянием госпела, расцвет которой пришелся на конец 60-х и начало и середину 70-х годов» .
New York Times писала о музыканте: «Голос мистера Клея варьировался от грубоватого тенора в таких песнях, как „Trying to Live My Life Without You“, вошедшей в топ-40 хитов R&B в 1973 году, до завораживающего баритона в таких госпел-стандартах, как „When the Gates Swing Open“» .

## Дискография
- Trying to Live My Life Without You (1972)
- I Can’t Take It (1977)
- Live! (1978)
- The Only Way Is Up (1982)
- Live Again! (1984)
- Soul Man — Live in Japan (1985)
- Watch Me Now (1989)
- I’ll Treat You Right (1992)
- On My Way Home (1993)
- The Gospel Truth (1993)
- You Are My Life (1995)
- This Time Around (1998)
- Testify! (2003)
- In The House (2005)
- Walk a Mile in My Shoes (2007)
- Truth Is (2013)
- Soul Brothers (2014) Otis Clay & Johnny Rawls — Catfood Records
- This Time for Real (2015) Billy Price & Otis Clay[8]

### Синглы, попавшие в чарты
| Год  | Название                                 | Позиция в Чарте | Позиция в Чарте | Позиция в Чарте |
| Год  | Название                                 | US Hot 100      | US R&B          | US Cash Box     |
| ---- | ---------------------------------------- | --------------- | --------------- | --------------- |
| 1966 | «I’m Satisfied»                          | 105             | —               | —               |
| 1967 | «That’s How It Is (When You’re in Love)» | 131             | 34              | —               |
| 1967 | «A Lasting Love»                         | —               | 48              | —               |
| 1968 | «She's About a Mover»                    | 97              | 47              | —               |
| 1972 | «Tryin' to Live My Life Without You»     | 102             | 24              | 70              |
| 1977 | «All Because of Your Love»               | —               | 44              | —               |
| 1980 | «The Only Way Is Up»                     | —               | —               | —               |